# Uncaria
Uncaria is een geslacht van houtige lianen uit de sterbladigenfamilie (Rubiaceae). Het geslacht telt ongeveer veertig soorten, waarvan de meeste voorkomen in tropisch Azië, drie soorten in Afrika en het Middellandse Zeegebied en twee soorten in de Neotropen.

## Soorten (selectie)
- Uncaria acida (Hunter) Roxb.
- Uncaria elliptica R.Br. & G. Don
- Uncaria gambir Roxb.
- Uncaria guianensis J.F.Gmel.
- Uncaria hirsuta Havil.
- Uncaria homomalla Miq.
- Uncaria macrophylla Wall.
- Uncaria rhynchophylla (Miq.) Jacks.
- Uncaria scandens (Sm.) Hutch.
- Uncaria sessilifructus Roxb.
- Uncaria setiloba Benth.
- Uncaria sinensis (Oliv.) Havil.
- Uncaria tomentosa DC
- Uncaria wangii How

... · 
Afrocanthium · 
Asperula (Bedstro) · 
Atractocarpus · 
Belonophora · 
Bouvardia · 
Breonadia · 
Byrsophyllum · 
Callipeltis · 
Cephalanthus (Kogelbloem) · 
Chassalia · 
Cinchona · 
Coffea (Koffie) · 
Coprosma · 
Cruciata · 
Deppea · 
Galium (Walstro) · 
Gardenia · 
Genipa · 
Morinda · 
Nertera · 
Pentas · 
Plocama · 
Portlandia · 
Psydrax · 
Richardia · 
Rothmannia · 
Rubia · 
Rutidea · 
Rytigynia · 
Sabicea · 
Sarcocephalus · 
Sericanthe · 
Sherardia · 
Spermacoce · 
Tarenna · 
Tricalysia · 
Uncaria · 
Vangueria · 
Virectaria ·  
Wendlandia · 
...